# Chuck Wicks
Charles Elliott "Chuck" Wicks (Smyrna, Delaware, 20 de junio de 1979) es un artista de country y personalidad de radio estadounidense. Fue uno de los participantes en la serie de telerrealidad estadounidense Nashville, que se emitió en Fox durante dos episodios antes de su cancelación a mediados de 2007. A finales de 2007, firmó para RCA Records Nashville como artista de grabación, con su sencillo debut «Stealing Cinderella» que se lanzó en septiembre de ese año. Sirvió de preámbulo a su álbum debut Starting Now, que se lanzó en enero de 2008. «All I Ever Wanted» y «Man of the House» fueron lanzados como el segundo y tercer sencillo del álbum, respectivamente, y ambos han cartografiado en el Top 40 también.

## Vida personal
Chuck Wicks nació en la comunidad de Smyrna, Delaware, donde se crio en una granja de papas. Él es el hijo de Debbie (Elliott) y John Wicks. En enero de 2009, su concierto de caridad en su ciudad natal de Smyrna recaudó $ 25,000 dólares para el Club de Niños y Niñas Smyrna-Clayton.
En agosto de 2008, Wicks comenzó a salir con la cantante de country Julianne Hough, quien es bailarina profesional y bicampeona de Dancing with the Stars. Wicks y Hough compitieron como pareja en la octava temporada de Dancing with the Stars. Su primera actuación tuvo lugar el 9 de marzo de 2009, y fue eliminado del programa el 28 de abril. Anunciaron una ruptura mutua el 10 de noviembre de 2009.
En 2018 anunció que estaba saliendo con Kasi Williams Morstad, la hermana del cantante de country Jason Aldean. La pareja se comprometió en marzo de 2019. La pareja se casó el 12 de julio de 2019, en México. En junio de 2020, la pareja anunció que esperaban un hijo. Su hijo, Tucker Elliott, nació el 4 de diciembre de 2020 en Nashville, Tennessee.

## Carrera musical
Deseoso de seguir una carrera en la música country, se mudó a Nashville, Tennessee después de dejar la universidad dos clases antes de graduarse de Florida Southern College. Luego comenzó a perfeccionar sus habilidades para escribir canciones, escribiendo más de cien canciones por año en un punto, y una de sus canciones, "Lead Me On", fue grabada por Steve Holy  en su álbum de 2006, Brand New Girlfriend. Eventualmente, Wicks llamó la atención de los ejecutivos de RCA Records, quienes lo contrataron para un contrato de grabación a fines del 2007. Mientras trabajaba en su álbum debut, Wicks también fue escogido como miembro del elenco de la serie televisiva de Fox, Nashville. Debido a las bajas calificaciones, sin embargo, Nashville fue cancelado después de su segundo episodio.

### Álbum debut:Starting Now(2007–2009)
A continuación, RCA lanzó el primer sencillo de Wicks, «Stealing Cinderella», que coescribió con George Teren y Rivers Rutherford. Debutó la canción en su primera aparición en Grand Ole Opry en agosto de 2007. Poco después del lanzamiento de la canción, el entrenador de fútbol de la Universidad de Tennessee, Phillip Fulmer, lo escuchó. Fulmer dijo que la canción "lo golpeó como una tonelada de ladrillos", por lo que contactó a Wicks y organizó una presentación privada en la boda de su hija Courtney.
El sencillorodujo el debut más grande para cualquier artista country nuevo en todo el 2007, con cincuenta y dos de las estaciones en la encuesta de Billboard añadiéndola en su primera semana oficial de radio. También fue el sencillo de debut de escalada más rápido en 2007, alcanzando el pico número 5 en las listas de country en enero, y 56 en el Billboard Hot 100. La canción se incluyó en el álbum debut de Wicks, Starting Now, que se lanzó el 22 de enero de 2008 y alcanzó el puesto 7 en las listas de Top Country Albums. Wicks coescribió todas menos una de las pistas del álbum. «All I Ever Wanted» se lanzó en abril de 2008 como el segundo sencillo del álbum, y alcanzó su punto máximo a los 14 años a finales de año. Un tercer sencillo, «Man of the House», siguió en enero de 2009, entrando en el Top 40 en febrero y alcanzó el puesto 27.

### 2010–presente
El 10 de noviembre de 2009, Wicks anunció que comenzó a trabajar en su segundo álbum. El primer sencillo del álbum, «Hold That Thought», se lanzó el 17 de mayo de 2010 y debutó en el número 55 de la lista Hot Country Songs para la semana del chart del 5 de junio de 2010. Le siguió «Old School», que hizo el número 51 en el mismo cuadro antes de que Wicks saliera de la etiqueta en enero de 2011. La canción permaneció en las listas después de que Wicks se apartara de la discográfica, y CO5 Music comenzó a promocionarla a fines de enero de 2011.
En medio de la preparación para lanzar un nuevo disco, Wicks escribió una canción titulada «I Do not Do Lonely Well», que llamó la atención de Jason Aldean y le consiguió un lugar en su próximo álbum Night Train en 2012. Ser fan él mismo, Wicks estaba muy emocionado y dijo que era un gran problema para él que Aldean cortara una de sus canciones para incluir en su tan esperado quinto disco, que fue lanzado el 6 de octubre, el mismo año.
Wicks auto-lanzó un extended play titulada Rough en abril de 2013. Él coescribió su primer sencillo, «Salt Life», con Vicky McGehee y Mike Mobley, y coprodujo el extended play con Ilya Toshinsky.
En diciembre de 2013, Wicks confirmó que había firmado con Blaster Records. Su primer lanzamiento para el sello es «Us Again», que se convirtió en su primer sencillo en el Top 40 desde «Man of the House» en 2009. Alcanzó el puesto 37 en el Billboard Country Airplay en mayo de 2014. «Saturday Afternoon» fue el segundo sencillo, se emitió a la radio nacional en septiembre de 2014, pero no figuró en las listas. El primer álbum de Wicks para Blaster, Turning Point, fue lanzado el 26 de febrero de 2016.
Wicks actualmente es copresentador de America's Morning Show en Nash FM con Ty Bentli y Kelly Ford.

## Discografía

### Álbumes de estudio
| Título                                    | Detalles del álbum                                                                                             | Posición más alta | Posición más alta | Posición más alta |
| Título                                    | Detalles del álbum                                                                                             | EUA Country       | EUA               | EUA Indie         |
| ----------------------------------------- | --- | ----------------- | ----------------- | ----------------- |
| Starting Now                              | - Fecha de lanzamiento: 22 de enero de 2008 - Discográfica: RCA Nashville - Formatos: CD, descarga digital     | 7                 | 24                | —                 |
| Turning Point                             | - Fecha de lanzamiento: 26 de febrero de 2016 - Discográfica: Blaster Records - Formatos: CD, descarga digital | 12                | 167               | 12                |
| "—" denota lanzamientos que no gráficaron | |                   |                   |                   |

### Extended plays
| Título | Posición más alta                                                                                    | Posición más alta | Posición más alta | Posición más alta |
| Título | Posición más alta                                                                                    | EUA Country       | EUA               | EUA Indie         |
| ------ | --- | ----------------- | ----------------- | ----------------- |
| Rough  | - Fecha de lanzamiento: 9 de abril de 2013 - Discográfica: Autopublicado - Formata: Descarga digital | 21                | 70                | 16                |

### Sencillos
| Año                                       | Sencillo                 | Posición más alta | Posición más alta   | Posición más alta | Posición más alta | Álbum         |
| Año                                       | Sencillo                 | EUA Country       | EUA Country Airplay | EUA               | CAN               | Álbum         |
| ----------------------------------------- | ------------------------ | ----------------- | ------------------- | ----------------- | ----------------- | ------------- |
| 2007                                      | «Stealing Cinderella»    | 5                 | —                   | 56                | 81                | Starting Now  |
| 2008                                      | «All I Ever Wanted»      | 14                | —                   | 86                | —                 | Starting Now  |
| 2009                                      | «Man of the House»       | 27                | —                   | —                 | —                 | Starting Now  |
| 2010                                      | «Hold That Thought»      | 42                | —                   | —                 | —                 | N/A           |
| 2010                                      | «Old School»             | 43                | —                   | —                 | —                 | N/A           |
| 2013                                      | «Salt Life»              | —                 | —                   | —                 | —                 | Turning Point |
| 2014                                      | «Us Again»               | 36                | 37                  | —                 | —                 | Turning Point |
| 2014                                      | «Saturday Afternoon»     | —                 | —                   | —                 | —                 | Turning Point |
| 2015                                      | «I Don't Do Lonely Well» | —                 | —                   | —                 | —                 | Turning Point |
| 2016                                      | «She's Gone»             | —                 | —                   | —                 | —                 | Turning Point |
| "—" denota lanzamientos que no gráficaron |                          |                   |                     |                   |                   |               |

### Videos musicales
| Año  | Vídeo                 | Director        |
| ---- | --------------------- | --------------- |
| 2007 | «Stealing Cinderella» | Kristin Barlowe |
| 2008 | «All I Ever Wanted»   | Kristin Barlowe |
| 2010 | «Hold That Thought»   | Kristin Barlowe |
| 2011 | «Old School»          | Marcel          |
| 2013 | «Salt Life»           | Marcel          |

## Filmografía
| Televisión | Televisión                            | Televisión | Televisión                 |
| Año        | Programa                              | Papel      | Notas                      |
| ---------- | ------------------------------------- | ---------- | -------------------------- |
| 2007       | Nashville                             | Él mismo   | 2 episodios (4 no al aire) |
| 2008       | Dinner: Impossible                    | Él mismo   | 1 episodio                 |
| 2009       | Dancing with the Stars                | Él mismo   | 18 episodios (temporada 8) |
| 2010       | The Country Vibe with Chuck and Becca | Él mismo   | 1 episodio                 |
| 2014       | Nashville                             | Él mismo   | Rol invitado; 1 episodio   |